# Sceloporus dugesii
Sceloporus dugesii este o specie de șopârle din genul Sceloporus, familia Phrynosomatidae, descrisă de Bocourt 1873. A fost clasificată de IUCN ca specie cu risc scăzut.

## Subspecii
Această specie cuprinde următoarele subspecii:
- S. d. dugesii
- S. d. intermedius